# Люк Сандерс
Люк Сандерс (фр. Luc Sanders; нар. 6 жовтня 1945, Брюгге) — бельгійський футболіст, що грав на позиції воротаря. По завершенні ігрової кар'єри — тренер.
Виступав, зокрема, за клуби «Серкль» та «Брюгге», з якими став чемпіоном Бельгії та володарем Кубка Бельгії, а також національну збірну Бельгії, з якою у 1972 році брав участь у чемпіонаті Європи.

## Клубна кар'єра
У дорослому футболі дебютував 1963 року виступами за команду «Серкль», в якій провів шість сезонів, взявши участь у 116 матчах чемпіонату і 1970 року виграв Кубок Бельгії.
Своєю грою за цю команду привернув увагу представників тренерського штабу клубу «Брюгге», до складу якого приєднався 1969 року. Відіграв за команду з Брюгге наступні п'ять сезонів своєї ігрової кар'єри. Більшість часу, проведеного у складі «Брюгге», був основним голкіпером команди і у сезоні 1972/73 став чемпіоном Бельгії.
Протягом 1974—1976 років захищав кольори клубу «Остенде», а завершив ігрову кар'єру у команді «Гент», за яку виступав протягом сезону 1976/77 років.

## Виступи за збірну
Не провівши жодного матчу у складі національної збірної Бельгії, взяв участь з командою у домашньому чемпіонаті Європи 1972 року у Бельгії, на якому команда здобула бронзові нагороди, але на поле не виходив.
Свій єдиний матч за збірну провів 31 жовтня 1973 року дебютував в офіційних матчах у складі національної збірної Бельгії в грі відбору на чемпіонат світу 1974 року проти Норвегії (2:0).

## Кар'єра тренера
У 1986–1987 роках очолював тренерський штаб клубу «Остенде». Наразі досвід тренерської роботи обмежується цим клубом.

## Титули і досягнення
- Чемпіон Бельгії (1):

«Брюгге»: 1972/73
- Володар Кубка Бельгії (1):

«Серкль»: 1969/70

## Особисте життя
Його молодший брат Кун Сандерс (нар. 1962) також став футболістом і грав у збірній Бельгії, а інший брат Дірк (нар. 1955) грав за «Серкль».